# Euphorbia insulana
Euphorbia insulana là một loài thực vật có hoa trong họ Đại kích. Loài này được Vell. mô tả khoa học đầu tiên năm 1829.